# Кенет Сити (Флорида)
Кенет Сити (енгл. Kenneth City) град је у америчкој савезној држави Флорида. По попису становништва из 2010. у њему је живело 4.980 становника.

## Демографија
Према попису становништва из 2010. у граду је живело 4.980 становника, што је 580 (13,2%) становника више него 2000. године.
| Група             | 2000.         | 2010.         |
| Белци             | 3.720 (84,5%) | 3.638 (73,1%) |
| Афроамериканци    | 147 (3,3%)    | 312 (6,3%)    |
| Азијати           | 213 (4,8%)    | 319 (6,4%)    |
| Хиспаноамериканци | 249 (5,7%)    | 613 (12,3%)   |
| Укупно            | 4.400         | 4.980         |